# 김염
김염(金焰, 중국어: 金焰, 병음: Jīn Yàn 진옌[*], 1910년 4월 8일 ~ 1983년 12월 27일)은 대한제국 한성부 태생 중화인민공화국 상하이시에서 활동한 영화배우이며 본명은 덕린(德麟)이다.
본명은 인현(麟鉉), 본관은 광산(光山), 부친은 안창호 선생과 의형제를 맺은 독립운동가 김필순이며, 사촌인 김마리아 역시 독립운동가였다.

## 생애
- 1910년 4월 7일 한성부에서 3남으로 태어났다.
- 1921년 아버지 김필순이 독립운동에 참가하여 수배를 당하자 만주 퉁화로 이주하였다. 아버지가 돌아가신 후 상하이와 톈진의 난카이대학에서 어렵게 학생 생활을 하였으며 이름을 김염(金焰)으로 바꾸었고 둘째형 김의(金燱)는 치치하얼에 정착하였다.
- 1927년 상해로 가서 민신영편공사에 입사하였다.
- 1928년 남국예술극사의 무대배우로 되었다.
- 1929년 명성영편공사에 입사하여 기록원으로 있을 때 감독 손유의 영화 《풍류검객(風流劍客)》에 출연했다.
- 1930년 연화영업공사에 배우로 입사하여 영화 《야초한화》 주연하면서 인기를 끌기 시작하였다.
- 1934년 상하이 영화잡지 《전성》에서 영화황제를 뽑는 인기투표가 있었다. 김염은 가장 잘생긴 남자배우, 가장 친구로 사귀고 싶은 배우, 가장 인기가 있는 배우에서 모두 1위를 차지했다.

부인은 중국 여배우 친이(秦怡)이다.

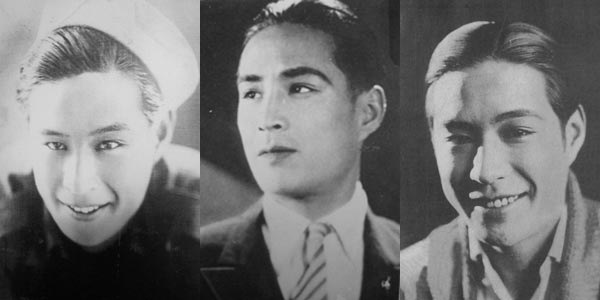

- 애창여가(愛廠如家) (1958년) 공업부장
- 해상홍기(海上紅旗) (1958년) 당서기
- 폭풍우중적웅응(暴風雨中的雄鷹) (1957년) 노파이
- 모친(母親) (1956년) 老鄧
- 위대적기점(偉大的起點) (1954년) 섭부장
- 대지중광(大地重光) (1950년) 노침
- 실거적애정(失去的愛情) (1949년)
- 영춘곡(迎春曲) (1947년)
- 승룡쾌서(乘龍快婿) (1947년)
- 임충설야섬구기(林沖雪夜殲仇記) (1939년)
- 무송여반금련(武松與潘金蓮) (1938년)
- 정천혈루(情天血淚) (1938년)
- 장지릉운(壯志凌云) (1936년) 순아청년
- 도자연거(到自然去) (1936년)
- 낭도사(浪淘沙) (1936년)
- 신도화선(新桃花扇) (1935년)
- 대로(大路) (1934년)
- 황금시대(黃金時代) (1934년)
- 모성지광(母性之光) (1933년) 가호
- 성시지야(城市之夜) (1933년)
- 공부국난(共赴國難) (1932년)
- 속고도춘몽(續故都春夢) (1932년)
- 야매괴(野玫瑰) (1932년) 강파
- 해외견혼(海外鵑魂) (1932년)
- 인도(人道) (1932년)
- 삼개마등녀성(三個摩登女性) (1932년)
- 은한쌍성(銀漢雙星) (1931년) 양의운
- 연애여의무(戀愛與義務) (1931년) 이조의
- 도화읍혈기(桃花泣血記) (1931년) 김덕은
- 일전매(一剪梅) (1931년)
- 야초한화(野草閑花) (1930년) 황운
- 풍류검객(風流劍客) (1929년) 용비
- 왕씨사협-속집(王氏四俠-續集) (1929년) 왕장운

- 생고조부 : 김희곤(金喜鵾)
- 양고조부 : 김희격(金喜格) - 김희곤의 종제
  - 증조부 : 김도행(金道行) - 다른 이름은 김대형(金大亨)
  - 증조모 : 서하 임씨 임지연(任智淵)의 딸
    - 조부 : 김성첨(金聖瞻) - 다른 이름은 김응기(金應淇)
    - 조모 : 안성은(安聖恩)
      - 아버지 : 김필순(金弼淳)
      - 어머니 : 연일 정씨
        - 형님 : 김덕봉(金德鳳)
        - 형님 : 김덕호(金德虎)
        - 아우 : 김덕상(金德象)

- 부인 : 친이(秦怡)
  - 아들 : 진제(金捷)

- 불꽃처럼 살다 중국의 영화 황제 김 염 보관됨 2008-04-08 - 웨이백 머신(KBS 한국사 傳)
- 김염기념관(중국어)[깨진 링크(과거 내용 찾기)]